# Vättern Utan Vatten festivalen
Vättern Utan Vatten Festivalen (eller "V.U.V Fest") var en musikfestival i Motala som existerade mellan åren 2003-2004. Festivalen arrangeras av lokala eldsjälar i samarbete med kommunen och olika studieförbund. Festivalen bokade både små och lite större band ifrån hela Sverige, andra festivalåret bokades även band ifrån Finland och Brasilien. Festivalens tanke var att blanda olika musikstilar alltifrån Döds Metall och Punk till Singer/Songwriter och Hip Hop.   Ur spillrorna efter festivalens nedläggning bildades dock skivetiketten Vuv Records som är verksam än idag och bygger på samma idé som festivalen, nämligen att blanda olika musikstilar. 

## Några band som spelade på festivalen 2003-2004
- The Liptones
- Path of No Return
- Tekla Knös [4]
- Navio Negreiro (Brasilien)
- Gabriellas For Rent
- Crazymen
- Peter Trygg
- Spiritus Sancti
- Maus
- Spiral Stairs
- Stabb
- St. Hood (Finland)
- Monastir (AWFS)
- Flitch
- Ricky
- Dj Abraham
- Flagg Staff
- Namur
- All For The Show